# Stavroménos (Mylopótamos, Réthymnon)
Stavroménos, en grec moderne : Σταυρωμένος, est un village du dème de Mylopótamos, en Crète, en Grèce. Selon le recensement de 2011, la population de Stavroménos compte 15 habitants. Il est situé à une altitude de 240 m et à une distance de 24 km de Réthymnon.